# Ritter von Merkl

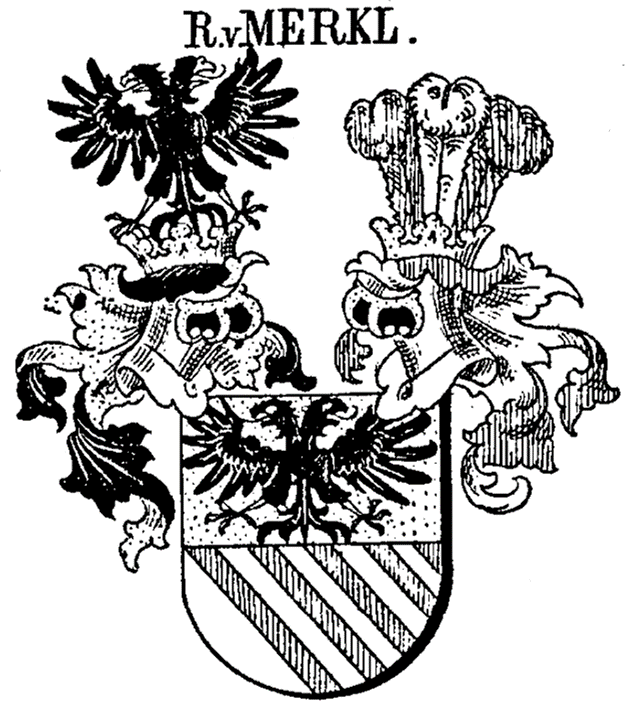
Wappen der Ritter von Merkl

Ritter von Merkl ist ein österreichisches Adelsgeschlecht.

## Geschichte
Die nachgewiesene Ahnenreihe beginnt bei Johannes Merkl (ca. 1710 Stetten bei Mindelheim in Schwaben), dessen Sohn Franz Anton Merkl, Vater des Franz Dionys Merkl, um 1735 in Österreich einwanderte. Die Schreibweise des Namens wechselte zwischen Merkl, Merckhl, Merkhl und Märkl.
Franz Merkl, kaiserlich-königlicher Gubernialrat und Kreishauptmann von Jung-Bunzlau wurde 1811 als Ritter des kaiserlich-österreichischen Leopoldsorden in den österreichischen Ritterstand erhoben. Ein Nachkomme, August Ritter von Merkl, war Ende des siebten Jahrzehnts des 19. Jahrhunderts kaiserlich-königlicher Landeschef des Herzogtums Schlesien.
Die Ahnenreihe nach Definition der Stiftung Deutsches Adelsarchiv führt zu einer noch lebenden Familie. Olaf Eckehardt Ritter von Merkl (* 27. September 1927 in Brüx; † 13. Juli 2007 in Hamburg), Nachkomme des vierten Sohns des Franz Dionys, hat zwei Söhne, die den Namen führen. Ein Enkel mit diesem Namen kommt aus einer nichtehelichen Verbindung, wird also im genealogischen Handbuch nicht aufgeführt.
Zur gleichen Ahnenreihe (Kinder des Eugen Ritter von Merkl; * 6. November 1861 in Prag; † 22. März 1939 in Prag, verheiratet mit Maria-Theresia * 1864 - † 1931, Tochter des Karl Schiffner) gehört Eugenie Ritter von Merkl (* 26. November 1805 in Prag, † 6. November 1978 in Plank am Kamp; ⚭ Gustav Adolf Pfeifer von Lindenrode, * 10. November 1895, † 2. April 1954), deren Enkelkinder den Familiennamen Schöller tragen.
Die Linie von August Ritter von Merkl (7. Sohn des Franz Dionys) lebt fort in den Familien Falk, Friedmann, Richter und Saer, Nachkommen von Friedrich Ritter von Merkl (* 29. November 1885; † 27. März 1933 in Angola).
Die Linie des Albrecht Ritter von Merkl (9. Sohn des Franz Dionys) endet mit Albrecht Mendelssohn Bartholdy.
Die Linie des Wilhelm Ritter von Merkl (10. Sohn des Franz Dionys) kann bis zu den Töchtern seines Sohns Karl (* 2. Januar 1855 in Rzeszow, † 9. Oktober 1919 in Rzeszow) Josefine (* 6. Juni 1892 in Neu Sandec) und Eleonore (* 19. Dezember 1898 in Dresden) verfolgt werden.

## Wappen
Blasonierung: Geteilt, oben in Gold ein schwarzer Doppeladler, unten von Silber und Rot neunmal schrägrechts geteilt. Zwei gekrönte Helme: I. der Doppeladler auf der Krone; II. drei (rot-silbern-rot) Straußenfedern. Die Helmdecken sind schwarz-golden und rot-silbern.